# كاسر الجوز أحمر الصدر
كاسر الجوز أحمر الصدر (التسمية العلمية: Sitta canadensis) هو نوع من الطيور ينتمي إلى عائلة خازنات البندق.

## الوصف

### أنواع مشابهة

الأنواع الشبيهه بكاسر الجوز الكروبرز
كاسر الجوز الصيني (S. villosa)
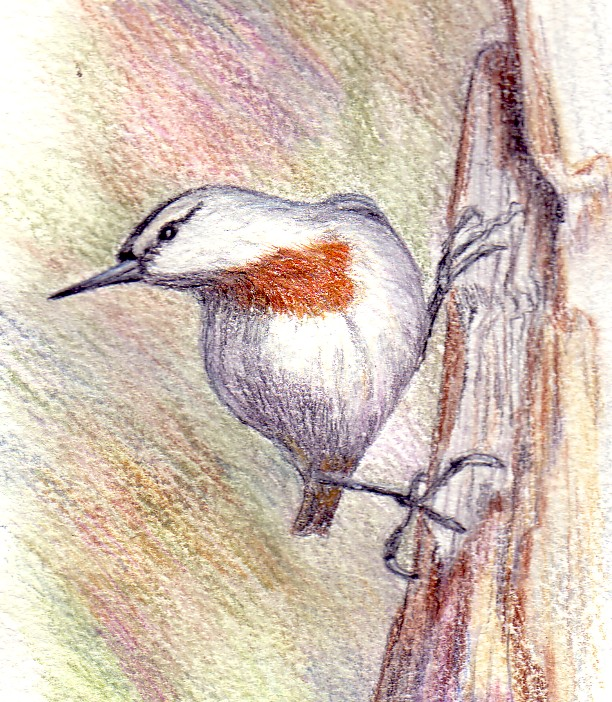
كاسر الجوز الكروبرز (S. canadensis)
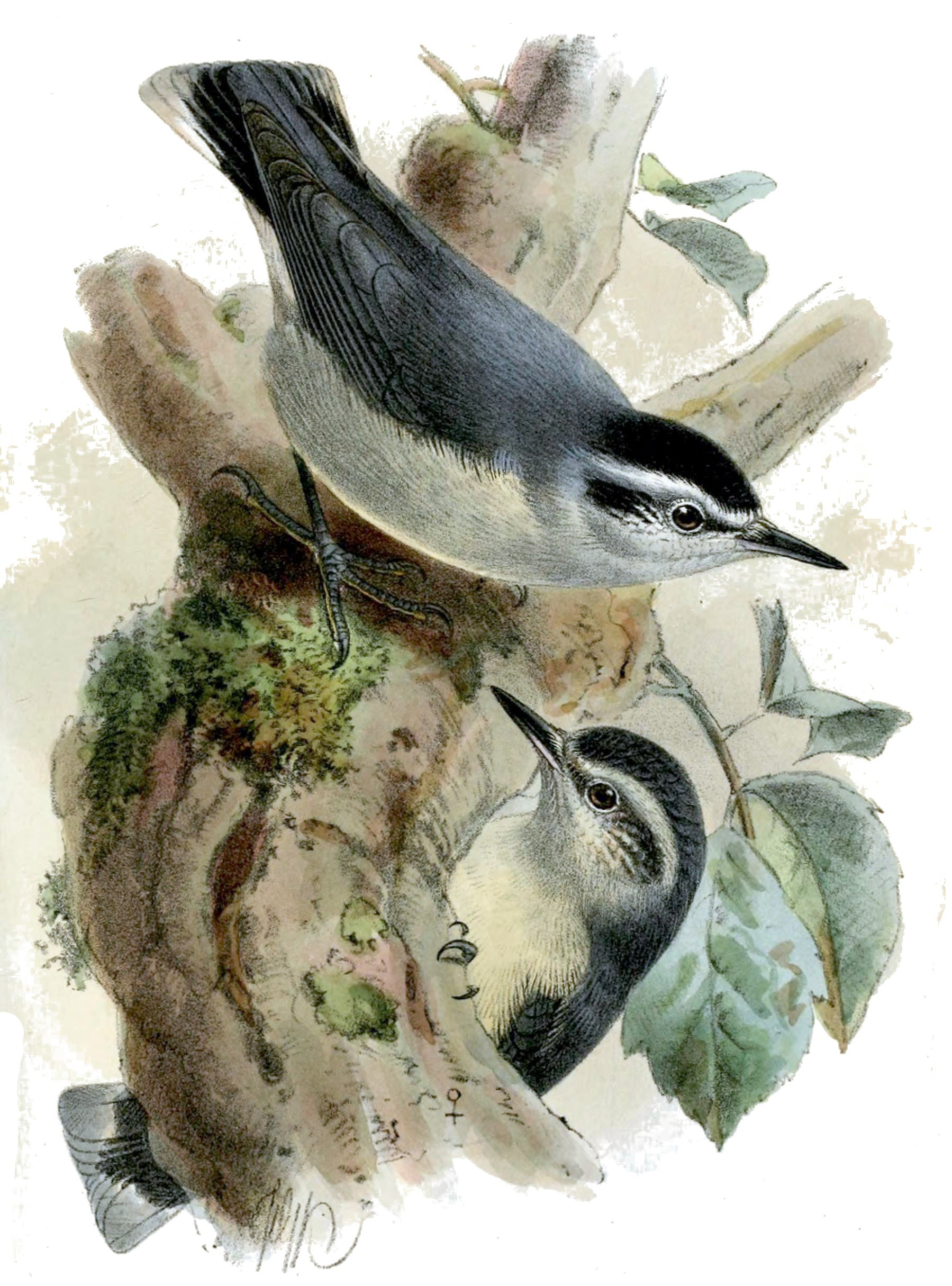
كاسر الجوز الكورسيكي (Sitta krueperi)
كاسر الجوز القبائلي (SittaLedanti.svg)